# Vazante (ort)
Vazante är en ort i Brasilien.   Den ligger i kommunen Vazante och delstaten Minas Gerais, i den sydöstra delen av landet, 270 km söder om huvudstaden Brasília. Vazante ligger 665 meter över havet och antalet invånare är 15 459.
Terrängen runt Vazante är kuperad åt nordväst, men åt sydost är den platt.
Omgivningarna runt Vazante är huvudsakligen savann. Runt Vazante är det mycket glesbefolkat, med 7 invånare per kvadratkilometer.